# Dermatologia

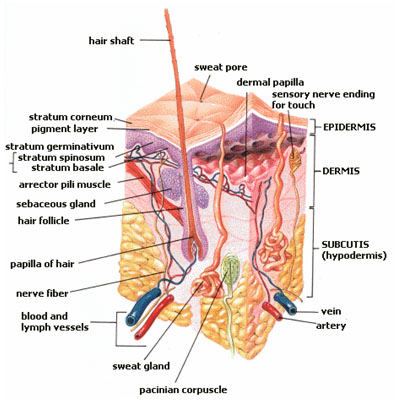
Schemat budowy skóry (przekrój)

Dermatologia (gr. derma – skóra) – dziedzina medycyny zajmująca się badaniem oraz opisem struktury i funkcji skóry, a także schorzeniami skóry i jej przydatków (włosów, paznokci) oraz niektórymi chorobami ogólnoustrojowymi, ujawniającymi się przede wszystkim na skórze (np. łagodne i złośliwe nowotwory, jak czerniak złośliwy lub rumień guzowaty).

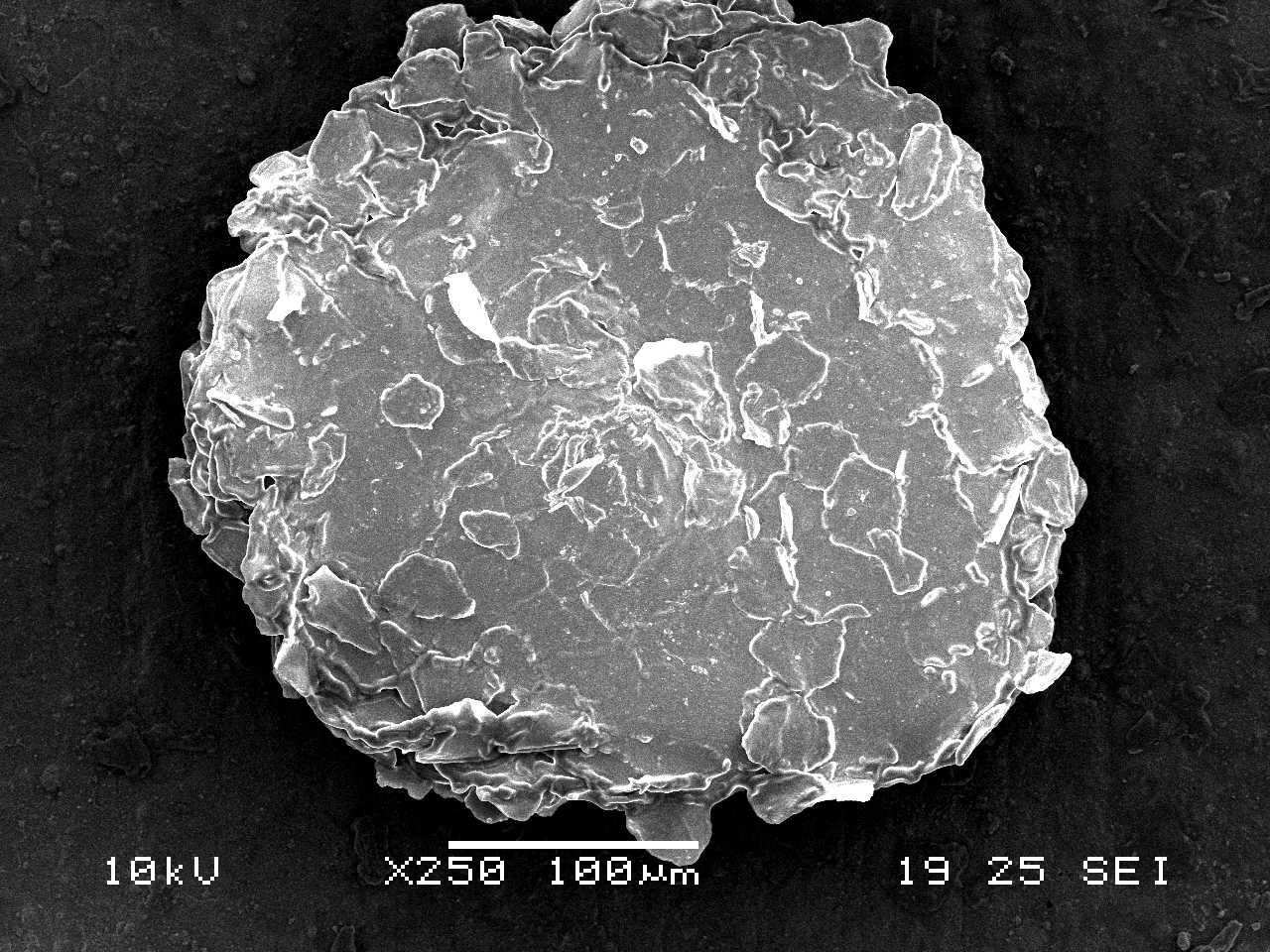
Ludzki łupież widziany pod mikroskopem elektronowym

W Polsce wchodzi w zakres specjalizacji lekarskiej dermatologia i wenerologia trwającej 5 lat, której konsultantem krajowym od 6 czerwca 2023 jest prof. dr hab. n. med. Witold Owczarek.. Jest to jedna z wzajemnie uznawanych specjalizacji w krajach Unii Europejskiej. W niektórych krajach (np. w Wielkiej Brytanii, w Irlandii, na Malcie) dermatologia i wenerologia stanowią odrębne specjalizacje.

## Klasyfikacja

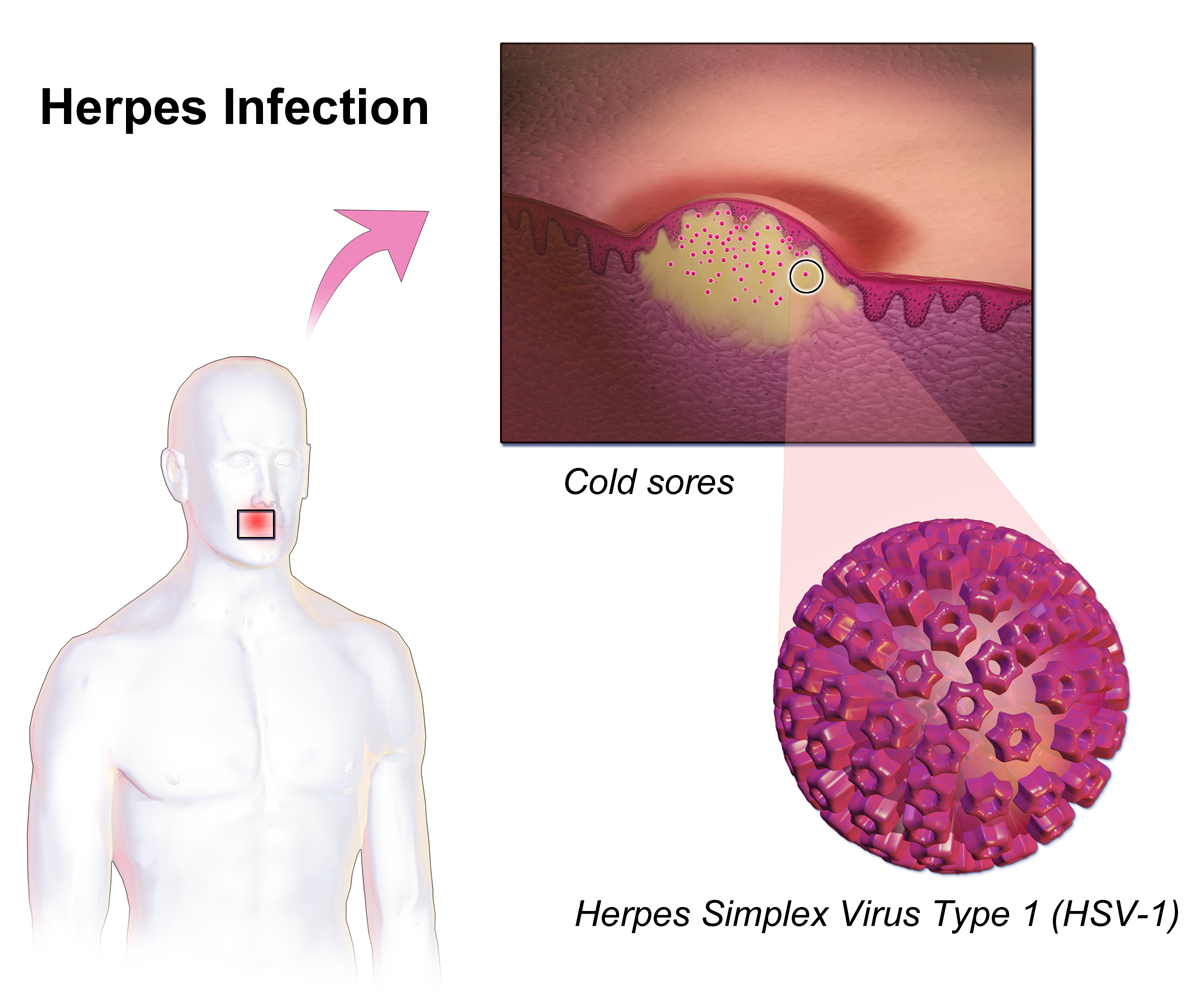
Budowa wirusa HSV1 z główną manifestacją kliniczną pod postacią opryszczki wargowej

Porównanie grudki i blaszki – dwóch przykładów wykwitów skórnych

Główny podział dermatologii obejmuje:
- dermatologię kliniczną – zajmującą się diagnozowaniem i leczeniem chorób skóry;
- dermatologię doświadczalną – zorientowaną na poznawanie struktury i mechanizmów funkcjonowania skóry[5].

Dyscypliny wywodzące się z dermatologii i powiązane z nią to:
- wenerologia – dziedzina mocno związana z dermatologią, skupiona na rozpoznawaniu i leczeniu chorób przenoszonych drogą płciową;
- kosmetologia – nauka medyczna zajmująca się badaniem, opisywaniem, pielęgnowaniem, przywracaniem oraz zwiększaniem za pomocą środków kosmetycznych atrakcyjności fizycznej ciała ludzkiego ze szczególnym uwzględnieniem skóry, włosów i paznokci[6];
- estetologia medyczna (wraz z medycyną estetyczną) – dyscyplina medyczna zorientowana na dbanie o zdrowy i piękny wygląd ciała. W odróżnieniu od kosmetologii estetologia medyczna osiąga ten cel za pomocą leków (zarejestrowanych produktów leczniczych) oraz zabiegów inwazyjnych (m.in. z naruszeniem bariery skórnej), dlatego może być praktykowana wyłącznie przez lekarzy posiadających prawo do wykonywania zawodu[6];
- dermatochirurgia (chirurgia skóry) – podspecjalność obejmująca ogół zagadnień chirurgicznych w leczeniu chorób skóry i tkanki podskórnej. Łączy w sobie elementy różnych specjalności medycznych, takich jak dermatologia, chirurgia plastyczna, chirurgia onkologiczna i rekonstrukcyjna skóry, chirurgia naczyniowa;
- fotodermatologia – nauka medyczna zajmująca się terapią świetlną/laserową dermatoz;
- pediatria dermatologiczna – dyscyplina zajmująca się badaniem, opisywaniem i leczeniem dermatoz dziecięcych oraz właściwą pielęgnacją skóry dzieci;
- geriatria dermatologiczna – dziedzina badająca dermatozy wieku starczego;
- dermatoepidemiologia – dział medycyny powstały na styku dermatologii i epidemiologii, zajmujący się częstością występowania chorób skóry w populacjach, identyfikacją czynników ryzyka oraz grup ryzyka[7];
- dermatologia alergologiczna – nowa dyscyplina, łącząca w sobie elementy dermatologii oraz alergologii, której celem jest badanie oraz leczenie objawów skórnych będących skutkiem reakcji alergicznych;
- psychodermatologia – dziedzina powstała na styku dermatologii i psychologii będąca odpowiedzią na przypadki współwystępowania objawów psychopatologicznych z określonymi symptomami skórnymi lub chorobami dermatologicznymi. Jej celem jest pomaganie pacjentom z problemami psychologicznymi wynikłymi z zaistniałych u nich chorób skóry[8];

## Historia
Schorzenia skórne budziły zainteresowanie lekarzy już w epoce starożytnej. Wyraźnie dostrzegalne gołym okiem były przedmiotem dociekań medyków greckich i rzymskich. Szczególnego znaczenia nabrał ogląd zmian skórnych w czasach rozprzestrzeniania się trądu i dżumy (szczególnie okres średniowiecza z epidemią czarnej śmierci). Wczesne wykrycie zmian występujących w ostrych chorobach zakaźnych mogło decydować o losach całej społeczności. Jednak przez całe stulecia ani nie wyodrębniono nauki o chorobach skórnych ani nie tworzono odrębnych technik badawczych. Dopiero narodziny anatomii patologicznej i zastosowanie mikroskopu (XVIII i XIX wiek) otworzyło drogę nowoczesnej dermatologii.

## Zakres dziedziny
Dermatologia bada przyczyny i mechanizmy chorób skóry oraz poszukuje sposobów jej leczenia i zapobiegania dermatozom. W połączeniu z wenerologią jest jedną z podstawowych lekarskich klinicznych specjalności niezabiegowych. Tytuł specjalisty dermatologa i wenerologa uzyskuje lekarz po odbyciu określonego przepisami szkolenia (staże kliniczne, kursy specjalizacyjne itd.) w akredytowanych jednostkach i zdaniu egzaminu państwowego. Określenie "specjalność podstawowa" oznacza, że od lekarza przystępującego do kursu specjalizacyjnego nie wymaga się posiadania specjalizacji w innej dziedzinie, a jedynie dyplomu lekarza medycyny oraz prawa wykonywania zawodu.
Dermatologia obejmuje:
- anatomii, histologii i fizjologii skóry;
- chorób skóry – podstawowych cech dermatoz, makroskopowego i mikroskopowego obrazu wykwitów skórnych oraz ich klasyfikacji, postaci klinicznych, diagnostyki różnicowej, leczenia i profilaktyki;
- zaburzeń rozwojowych skóry, defektów immunologicznych wrodzonych, genodermatoz, fakomatoz;
- podstawowej wiedzy alergologicznej;
- kliniki i etiopatogenezy dermatoz zawodowych;
- epidemiologii chorób skóry;
- odczynów polekowych o różnym patomechanizmie;
- roli wirusów w etiologii i patogenezie chorób skóry (w tym wirusów onkogennych);
- roli zjawisk immunologicznych i autoimmunologicznych w dermatozach;
- schorzeń skóry współistniejących z chorobami ogólnoustrojowymi;
- znamion melanocytowatych i czerniaka złośliwego oraz innych nowotworów skóry i stanów przednowotworowych;
- zasad leczenia zewnętrznego chorób skóry;
- zasad lecznictwa ogólnego w dermatologii: antybiotykoterapia, leczenie kortykosterydami, immunosupresja, itp.;
- zastosowania metod chirurgicznych (dermatochirurgia) w onkologicznych i nieonkologicznych schorzeniach skóry;
- podstaw kosmetologii lekarskiej;
- fizykoterapii, laseroterapii i rentgenoterapii dermatologicznej;
- etiopatogenezy, kliniki i leczenia chorób przenoszonych drogą płciową, zasad działań profilaktycznych i epidemiologicznych